# Sphaeromopsis mourei
Sphaeromopsis mourei är en kräftdjursart som först beskrevs av Loyola e Silva 1960.  Sphaeromopsis mourei ingår i släktet Sphaeromopsis och familjen klotkräftor. Inga underarter finns listade i Catalogue of Life.